# Oscar Garré
Oscar Alfredo Garré (* 9. Dezember 1956 in Valentín Alsina) ist ein ehemaliger argentinischer Fußballspieler und späterer -trainer, der als Spieler mit der Nationalmannschaft seines Heimatlandes 1986 Fußballweltmeister wurde.

## Karriere

### Vereinskarriere
Oscar Garrés erste Station als Profifußballer war 1974 der bonarenser Verein Ferro Carril Oeste. Für den Verein spielte er von 1974 bis 1994 mit einer kleinen Unterbrechung durch ein einjähriges Engagement beim Stadtrivalen CA Huracán. Garré gehörte der Mannschaft von Ferro Carril Oeste an, die in den Jahren 1982 und 1984 die bis heute einzigen Meisterschaften des Gründungsmitglieds der argentinischen Primera División gewann. Im Nacional-Wettbewerb des Jahres 1982 wurde man Erster durch einen Finalsieg gegen Quilmes AC. Im Nacional 1984 stand am Ende erneut der erste Rang zu Buche, diesmal wurde im Finale River Plate mit 3:0 im Monumental-Stadion und 1:0 im heimischen Estadio Arquitecto Ricardo Etcheverry besiegt. Weitere Meisterschaften schaffte Oscar Garré mit Ferro Carril Oeste jedoch nicht und auch die Teilnahmen an der Copa Libertadores endeten nie sehr erfolgreich. Er spielte bis 1988 bei dem Verein, ehe er sich für ein Jahr CA Huracán anschloss, um nach achtzehn Spielen und zwei Treffern wieder zu seinem Heimatverein zurückzukehren und dort noch bis 1994 Fußball zu spielen. Zum Zeitpunkt seines endgültigen Abschiedes von Ferro Carril Oeste hatte der Abwehrspieler 581 Spiele und sechzehn Tore im Ligabetrieb im Trikot des Vereins gemacht. 1994 bis 1996 ließ Garré seine Karriere bei den beiden israelischen Vereinen Hapoel Kfar Saba und Hapoel Be’er Scheva ausklingen.
Nach dem Ende seiner Zeit als aktiver Fußballspieler wurde Oscar Garré Trainer. Er coachte unter anderem Ferro Carril Oeste und CA Lanús in Argentinien, aber auch die chilenischen Vereine CD Universidad Católica und CD Huachipato. Große Erfolge als Fußballtrainer blieben ihm dabei jedoch verwehrt. 
Als Trainer nahm er zudem mit der der argentinischen U17-Nationalmannschaft 2011 an der Weltmeisterschaft in Mexiko teil, bei der seine Mannschaft im Viertelfinale im Elfmeterschießen an England scheiterte.

### Nationalmannschaft
Zwischen 1983 und 1988 kam Oscar Garré zu 37 Einsätzen in der argentinischen Fußballnationalmannschaft. Nachdem er unter dem Weltmeistertrainer von 1978, César Luis Menotti, nicht berücksichtigt wurde, machte ihn der neue Nationaltrainer Carlos Bilardo zur Stammkraft in der Abwehr und nominierte ihn für zwei Südamerikameisterschaften und eine Fußballweltmeisterschaft. Beim Weltchampionat 1986 in Mexiko setzte Bilardo Garré in vier der sieben Spiele der argentinischen Mannschaft ein. Nachdem er bis zum Achtelfinale jedes Spiel über die volle Spielzeit absolviert hatte, sich dort aber die zweite gelbe Karte einfing, war er fürs Viertelfinale gesperrt. Sein Vertreter Héctor Enrique spielte im denkwürdigen Spiel gegen England im Aztekenstadion zu Mexiko-Stadt, als Diego Maradona mit seiner Hand Gottes und wenig später mit dem so genannten Jahrhunderttor für Aufsehen sorgte, so gut, dass Garré danach nicht mehr zu seinem Stammplatz zurückfand und kein weiteres WM-Spiel bestritt. Seine Mannschaft erreichte indes das Finale gegen Deutschland und gewann dieses mit 3:2, was den zweiten Weltmeistertitel für Argentinien bedeutete.